# Osmerus eperlanus
Osmerus eperlanus је зракоперка из реда Osmeriformes и фамилије Osmeridae. 

## Угроженост
Ова врста није угрожена, и наведена је као последња брига јер има широко распрострањење.

## Распрострањење
Врста је присутна у Белгији, Белорусији, Данској, Естонији, Ирској, Летонији, Литванији, Немачкој, Норвешкој, Пољској, Русији, Уједињеном Краљевству, Финској, Француској, Холандији, Чешкој и Шведској.

## Популациони тренд
Популациони тренд је за ову врсту непознат.

## Станиште
Станишта врсте су морски екосистеми, језера и језерски екосистеми, речни екосистеми и слатководна подручја.